# Academia de Ciencias de Mozambique
La Academia de Ciencias de Mozambique (ACM) es una institución científica mozambiqueña que reúne académicos, científicos e innovadores, que busca promover el desarrollo del conocimiento y de la tecnología en el país.
La ACM tiene su sede en Maputo, capital de Mozambique, y engloba el estudio de las ciencias naturales, tecnológicas, sociales y humanas. A pesar de haber sido creada por el decreto 29/2007 de 19 de junio, aprobado por el Consejo de Ministros en el marco de la implementación de la Estrategia de Ciencia, Tecnología e Innovación de Mozambique, la ACM fue oficialmente lanzada el 20 de febrero de 2009, por el entonces presidente de la República Armando Emílio Guebuza.
La ACM tiene como objetivos contribuir en el desarrollo de la ciencia y tecnología en Mozambique; divulgar los avances científicos nacionales y universales; avalar la investigación científica de excelencia hecha en el país; impulsar la ética profesional y la relevancia social de los científicos mozambiqueños; estrechar los vínculos de los científicos entre sí, con la sociedad y con el resto del mundo.